# Seznam kulturních památek v Číměři (okres Jindřichův Hradec)
Tento seznam nemovitých kulturních památek v obci Číměř v okrese Jindřichův Hradec vychází z  Ústředního seznamu kulturních památek ČR, který na základě zákona č. 20/1987 Sb., o státní památkové péči, vede Národní památkový ústav jako ústřední organizace státní památkové péče. Údaje jsou průběžně upřesňovány, přesto mohou obsahovat i řadu věcných a formálních chyb a nepřesností či být neaktuální. 
Pokud byly některé části dotčeného území vyčleněny do samostatných seznamů, měly by být odkazy na tyto dílčí seznamy uvedeny v úvodu tohoto seznamu nebo v úvodu příslušné sekce seznamu.

## Číměř
|  | Kategorie „Church of Saint Giles (Číměř) “ na Wikimedia Commons | Hledat fotografie a kategorie ve Wikimedia Commons podle rejstříkového čísla památky | Nahrát snímek k tomuto tématu do úložiště Wikimedia Commons |  |

|  |  | Hledat fotografie a kategorie ve Wikimedia Commons podle rejstříkového čísla památky | Nahrát snímek k tomuto tématu do úložiště Wikimedia Commons |  |

|  |  | Hledat fotografie a kategorie ve Wikimedia Commons podle rejstříkového čísla památky | Nahrát snímek k tomuto tématu do úložiště Wikimedia Commons |  |

## Dobrá Voda
| Památka                                             | Fotografie        | Rejstříkové číslo v ÚSKP                                                             | Sídelní útvar                                               | Poloha                                                                 | Popis a poznámky |
| --------------------------------------------------- | ----------------- | ------------------------------------------------------------------------------------ | ----------------------------------------------------------- | ---------------------------------------------------------------------- | --- |
| Výklenková kaple Korunování Panny Marie (Q37174660) | \| \| \| \| \| \| | 37024/3-1885 Pam. katalog MIS                                                        | Dobrá Voda                                                  | na kraji vsi za zástavbou, st. 14 49°3′46,38″ s. š., 15°6′12,88″ v. d. | Výklenková kaple Korunování Panny Marie je z roku 1768. Závěr má půlkruhový, střecha je mansardová s polygonálním sanktusníkem. Stěny jsou členěny pilastry. · Památkově chráněno od roku 1963. |
|                                                     |                   | Hledat fotografie a kategorie ve Wikimedia Commons podle rejstříkového čísla památky | Nahrát snímek k tomuto tématu do úložiště Wikimedia Commons |                                                                        | |

## Lhota
|  |  | Hledat fotografie a kategorie ve Wikimedia Commons podle rejstříkového čísla památky | Nahrát snímek k tomuto tématu do úložiště Wikimedia Commons |  |

|  | Kategorie „Chapel of Saint John of Nepomuk (Lhota) “ na Wikimedia Commons | Hledat fotografie a kategorie ve Wikimedia Commons podle rejstříkového čísla památky | Nahrát snímek k tomuto tématu do úložiště Wikimedia Commons |  |

## Sedlo
| Památka              | Fotografie        | Rejstříkové číslo v ÚSKP                                                             | Sídelní útvar                                               | Poloha                                                            | Popis a poznámky |
| -------------------- | ----------------- | ------------------------------------------------------------------------------------ | ----------------------------------------------------------- | ----------------------------------------------------------------- | --- |
| Mohylník (Q38094756) | \| \| \| \| \| \| | 14329/3-1887 Pam. katalog MIS                                                        | Sedlo                                                       | lesní trať V lazu, pp. 1281/1 49°1′56,52″ s. š., 15°1′6,35″ v. d. | Mohylník, archeologické stopy. Raně středověké pohřebiště leží na mírném jihovýchodním svahu klesajícím od kóty 531,8 m ke Koštěnickému potoku. Nachází se zde celkem 25 mohyl, které vytvářejí široký pás táhnoucí se ve směru jihozápad–severovýchod. Jednotlivé mohyly jsou v něm buď volně roztroušeny nebo vytvářejí skupiny pod třech až čtyřech mohylách. Na pohřebišti převažují mohyly s netypickým čtvercovým či obdélným půdorysem a s mělkými žlaby na obvodu, což je typický znak slovanského pohřebního ritu. Čtvercové mohyly mají většinou rozměry 6 × 6 až 8 × 8 m a obdélné dosahují délky 8–14 m, výška násypů zpravidla nepřesahuje 1,6 m. Pohřebiště se rozkládá na ploše cca 300 × 120 m. Před rokem 1883 prokopal několik mohyl J. Rychlý a nalezl v nich slovanskou keramiku zdobenou vlnicí, dnes jsou tyto nálezy nezvěstné. V roce 1998 nalezl J. Fröhlich v narušené mohyle zlomky lidských kostí. · Poznámka: Dříve MonumNet uváděl les U homolky v části Dolní Lhota obce Stráž nad Nežárkou. · Památkově chráněno od roku 1963. |
|                      |                   | Hledat fotografie a kategorie ve Wikimedia Commons podle rejstříkového čísla památky | Nahrát snímek k tomuto tématu do úložiště Wikimedia Commons |                                                                   | |